# Маджидова, Зайнаб
Зайнаб Маджидова (тадж. Зайнаб Маҷидова; род. 14 сентября 1928 год, кишлак Кайрагач — 1985 год) — бригадир хлопководческой бригады колхоза имени Ленина Ленинского района, Таджикская ССР. Герой Социалистического Труда (1973). Член ЦК Компартии Таджикистана. Депутат Верховного Совета Таджикской ССР.

## Биография
Родилась в 1928 году в семье дехканина в кишлаке Кайрагач Ленинского района (сегодня — Район Рудаки).
С 1946 года трудилась рядовой колхозницей, с 1957 года — пастухом, с 1961 года — управляющей фермой, с 1964 по 1975 года — бригадиром хлопководческой бригады в колхозе имени Ленина Ленинского района. В 1965 году вступила в КПСС.
В 1973 году бригада Зайнаб Маджидовой собрала высокий урожай хлопка-сырца. Указом Президиума Верховного Совета СССР от 10 декабря 1973 года «за выдающиеся успехи, достигнутые в выполнении заданий десятой пятилетки и социалистических обязательств, Всесоюзном социалистическом соревновании, и проявленную трудовую доблесть в выполнении принятых обязательств по увеличению производства и продажи государству зерна и других продуктов земледелия в 1973 году» удостоена звания Героя Социалистического Труда с вручением Ордена Ленина и золотой медали Серп и Молот.
На XVII съезде Компартии Таджикистана избрана членом ЦК. Избиралась депутатом Верховного Совета Таджикской ССР 6-го и 7-го созывов.
Скончалась в 1985 году.
Награды
- Герой Социалистического Труда
- Орден Ленина — дважды
- Орден Трудового Красного Знамени